# Pecan Plantation
Pecan Plantation es un lugar designado por el censo ubicado en el condado de Hood en el estado estadounidense de Texas. En el Censo de 2010 tenía una población de 5.294 habitantes y una densidad poblacional de 267,4 personas por km².

## Geografía
Pecan Plantation se encuentra ubicado en las coordenadas 32°21′54″N 97°39′8″O / 32.36500, -97.65222. Según la Oficina del Censo de los Estados Unidos, Pecan Plantation tiene una superficie total de 19.8 km², de la cual 19.23 km² corresponden a tierra firme y (2.86%) 0.57 km² es agua.

## Demografía
Según el censo de 2010, había 5.294 personas residiendo en Pecan Plantation. La densidad de población era de 267,4 hab./km². De los 5.294 habitantes, Pecan Plantation estaba compuesto por el 97.6% blancos, el 0.17% eran afroamericanos, el 0.26% eran amerindios, el 0.59% eran asiáticos, el 0.15% eran isleños del Pacífico, el 0.57% eran de otras razas y el 0.66% pertenecían a dos o más razas. Del total de la población el 3.19% eran hispanos o latinos de cualquier raza.